# Stade Municipal du Ray
Stade Municipal du Ray (normalt bare kaldet Stade du Ray) var et fodboldstadion i Nice i Provence-Alpes-Côte d'Azur-regionen af Frankrig. Stadionet blev indviet 30. januar 1927 og var hjemmebane for Ligue 1-klubben OGC Nice indtil september 2013, da denne flyttede ud til sit nye stadion Allianz Riviera. Der var plads til 17.415 tilskuere.

## Eksterne links
- The Stadium Guide Stadionprofil